# 장수군
장수군(長水郡)은 대한민국 전북특별자치도 동부에 있는 군이다. 군청 소재지는 장수읍이고 행정구역은 1읍 6면이다.

## 역사
| Daedongyeojido (Gyujanggak) 17-04.jpg | Daedongyeojido (Gyujanggak) 17-03.jpg |
|                                       |                                       |

- 1895년 6월 23일(음력 윤5월 1일) 전라도 장수현을 남원부 장수군으로 개편하였다.[2]
- 1896년 8월 4일 전라북도 장수군으로 개편하였다.[3]
- 1906년 9월 24일 남원군 산서면·상번암면·중번암면·하번암면을 장수군에 편입하였다.
- 1914년 4월 1일 장수면, 산서면, 번암면, 계내면, 천천면, 계남면, 계북면 이상 7면으로 개편하였다.[4]

| 조선총독부령 제111호 |             |                                                                                |
| 구 행정구역 | 신 행정구역 | 신 행정구역                                                                    |
| 장수군 수내면(水內面) 개정리/와동리/삼봉리/상평리/하평리/두산리 일부, 대성리/묵평리/대덕리/상필덕리/하필덕리, 두산리 일부/(수남면)남동 일부, 송천리/송정리/구락리/신추리/주평리, 수분리/송계리, 식천리/시목동/안천리, 용계리/안양리 | 장수면      | 개정리, 대성리, 두산리, 송천리, 수분리, 식천리, 용계리                         |
| 장수군 수남면(水南面) 신리/대리/상중리/하중리/하리, 노하리, 덕산리, 동촌, 음선리/양선리, 교촌/상비리/중비리/하비리/중리/북동/남동 일부 | 장수면      | 노곡리, 노하리, 덕산리, 동촌리, 선창리, 장수리                                 |
| 장수군 수서면(水西面) 평촌리/원흥리 일부/예곡리 일부, 가치리/구랑리/월평리/죽동리/상동고리 일부, 강정리/개치리/등동리/성재리/방화리, 하동고리/구암리/상동고리 일부/압곡리 일부/(내진전면)용전리 일부 | 산서면      | 마하리, 백운리, 오성리, 학선리                                                 |
| 장수군 내진전면(內眞田面) 진전리/호동리/파정리/(수서면)예곡리 일부/원흥리 일부, 동촌리/괴리/등석리/능곡리/동화리 일부/용전리 일부/(수서면)압곡리 일부, 반곡리/(외진전면)상월리, 상대창리/하대창리 일부/용평리 일부/동화리 일부/(외진전면)신덕리 일부/(남원군 지사면)영천동 일부, 마평리/(수서면)신촌리/매암리 일부/(내진전면)매암리 일부, 오산리/월동촌/동산촌/금평리/강촌리/초장리/삼송리/하대창리 일부, 오룡리/용평리 일부/(외진전면)신덕리 일부 | 산서면      | 건지리, 동화리, 사계리, 신창리, 쌍계리, 오산리, 이룡리                         |
| 장수군 외진전면(外眞田面) 봉서동 일부/시목동 일부, 사창리/가동리/당동 일부/봉서동 일부/(남원군 지사면)영천동 일부, 하월리 | 산서면      | 봉서리, 사상리, 하월리                                                         |
| 장수군 상번암면(上番巖面) 세동리/동촌리(東村里)/동촌리(洞村里)/교동/국포리 일부, 상북리/중북리/도장리/하북리 일부/국포리 일부, 상동리/하동리, 죽산리/대성리/하북리 일부/(하번암면)하죽산리 | 번암면      | 교동리, 국포리, 동화리, 죽산리                                                 |
| 장수군 중번암면(中番巖面) 지지동/광대리/청옥리/중치리 | 번암면      | 지지리                                                                         |
| 장수군 하번암면(下番巖面) 노단리 일부/신기리/두동/하노리/견천리, 원촌리/신평리/대론리/수척리, 덕암리/소논리/복성리/주암리, 사치리/구선동/점촌리/당동리/만항리/와룡리 일부/(운봉군 서면)매율리 일부, 사암리/임신리, 죽림리/노단리 일부/(중번암면)평응리 | 번암면      | 노단리, 대론리, 논곡리, 유정리, 사암리, 죽림리                                 |
| 장수군 계동면(溪東面) 동촌리/궐촌리, 명덕리/평지리/양삼리/지보리, 탑동리/노평리/금정리/곡리/남산리, 오동리/회곡리 | 계내면      | 대곡리, 명덕리, 삼봉리, 오동리                                                 |
| 장수군 계서면(溪西面) 금곡리/가항리/동촌리 일부/동정리/월계리, 오동리/침동리/호덕리, 망남리/무농리 일부/동촌리 일부/후하대리 일부, 서변리/신기리, 도장리/풍천리/저동, 상대리/전하대리/중하대리/중신리/후하대리 일부 | 계내면      | 금곡리, 금덕리, 무농리, 송천리, 월강리, 장계리                                 |
| 장수군 계북면(溪北面) 농소리/연동리, 매계리/장등리/신기리/압곡리, 양악리 일부/당저리 일부/원촌리 일부/(무주군 일안면)마암리 일부, 어전리/문성리, 원촌리 일부/양악리 일부/파곡리/외림리, 월전리/장현리, 임평리/백암리/(용담군 이동면)신풍리 일부 | 계북면      | 농소리, 매계리, 양악리, 어전리, 원촌리, 월현리, 임평리                         |
| 장수군 계남면(溪南面) 곡리/평지리, 궁평리/양지리/신기리, 양신리/음신리/덕곡리/난평리 일부/조곡리 일부, 장안리/안동리/지보리/괴목리/희평리, 침령리/교곡리/고기리 일부/(계서면)무농리 일부, 호덕리/구억리/수렬리 일부, 송산리/명동리/중방리/고기리 일부/난평리 일부, 고정리/화산리/수렬리 일부/조곡리 일부 | 계남면      | 가곡리, 궁양리, 신전리, 장안리, 침곡리, 호덕리, 화양리, 화음리                 |
| 장수군 천천면(天川面) 양지리/둔촌리/박곡리 일부, 검덕리/고금리, 삼장리/북창리/후천리/운곡리 일부, 평지리/신기리/연화리/부동리, 용암리/광산리, 신흥리 일부/오공리 일부/쌍암리/월천리/옥동리, 용동리/사동리, 반월리/박곡리 일부, 장척리/판둔리, 춘동리/장양리/조치리/송탄리/운곡리 일부 | 천천면      | 남양리, 봉덕리, 삼고리, 연평리, 용광리, 오봉리, 와룡리, 월곡리, 장판리, 춘송리 |
- 1970년 2월 26일 장수면에 대성출장소(대성리·식천리)를 설치하였다.
- 1979년 5월 1일 장수면을 장수읍으로 승격하였다.[5] (1읍 6면)
- 1993년 11월 1일 계내면을 장계면으로 개칭하였다.
- 1994년 12월 26일 천천면 장판리 일부를 장수읍 노하리로 편입하였고, 장수군 계북면 양악리와 무주군 안성면 공진리간의 경계를 조정하였다. 또, 남원군 덕과면 용산리와 장수군 산서면 사상리의 경계를 조정하였다.
- 1997년 2월 6일 임실군 지사면 영천리·방계리 각 일부와 장수군 산서면 사상리의 경계를 조정하였다.
- 1998년 10월 1일 장수읍 대성출장소를 폐지하였다.
- 1998년 12월 28일 장계면 송천리와 장계리의 경계를 조정하였다.[6]
- 2009년 12월 29일 천천면 와룡리를 비룡리로 개칭하였다.[7]
- 2024년 1월 18일: 법률 제19430호로 전라북도 장수군에서 전북특별자치도 장수군으로 개편되었다.

## 지리
장수군은 전라북도 동부에 위치하여 동경 127, 북위 35에 펼쳐 있다. 동쪽으로 경상남도 거창군, 함양군과 도계를 이루고 있으며, 서쪽은 임실군, 진안군, 남쪽은 남원시, 북쪽은 무주군과 접한다.
남북이 44 km 동서가 20 km 면적은 533.43 km2이며 사방이 산악으로 둘러싸여 천혜의 지정학적 위치를 가지고 있다. 지리산의 여세가 뻗어나가 동쪽은 장안산과 덕유산, 서쪽은 팔공산과 남쪽은 대망산, 북쪽은 장등산이 있어서 산자수려라는 말을 떠올리게 한다.

### 기후
내륙 산간지방의 전형적인 기후 특징을 지니고 있다. 국지성 호우나 폭설이 잦으며, 일교차가 매우 크다. 여름에는 다른 지역에 비해 무덥지 않으나, 겨울에는 남쪽 지방임에도 불구하고 눈이 많이 오고 추운 기후 특성을 가지고 있다. 장수읍은 전북의 시/군 소재지 중 연평균기온이 가장 낮은 지역이기도 하다.
| 장수기상관측소 (장수군 장수읍 선창리, 해발 406.87m)의 기후 | 장수기상관측소 (장수군 장수읍 선창리, 해발 406.87m)의 기후 | 장수기상관측소 (장수군 장수읍 선창리, 해발 406.87m)의 기후 | 장수기상관측소 (장수군 장수읍 선창리, 해발 406.87m)의 기후 | 장수기상관측소 (장수군 장수읍 선창리, 해발 406.87m)의 기후 | 장수기상관측소 (장수군 장수읍 선창리, 해발 406.87m)의 기후 | 장수기상관측소 (장수군 장수읍 선창리, 해발 406.87m)의 기후 | 장수기상관측소 (장수군 장수읍 선창리, 해발 406.87m)의 기후 | 장수기상관측소 (장수군 장수읍 선창리, 해발 406.87m)의 기후 | 장수기상관측소 (장수군 장수읍 선창리, 해발 406.87m)의 기후 | 장수기상관측소 (장수군 장수읍 선창리, 해발 406.87m)의 기후 | 장수기상관측소 (장수군 장수읍 선창리, 해발 406.87m)의 기후 | 장수기상관측소 (장수군 장수읍 선창리, 해발 406.87m)의 기후 | 장수기상관측소 (장수군 장수읍 선창리, 해발 406.87m)의 기후 |
| 월                                                         | 1월                                                        | 2월                                                        | 3월                                                        | 4월                                                        | 5월                                                        | 6월                                                        | 7월                                                        | 8월                                                        | 9월                                                        | 10월                                                       | 11월                                                       | 12월                                                       | 연간                                                       |
| ---------------------------------------------------------- | ---------------------------------------------------------- | ---------------------------------------------------------- | ---------------------------------------------------------- | ---------------------------------------------------------- | ---------------------------------------------------------- | ---------------------------------------------------------- | ---------------------------------------------------------- | ---------------------------------------------------------- | ---------------------------------------------------------- | ---------------------------------------------------------- | ---------------------------------------------------------- | ---------------------------------------------------------- | ---------------------------------------------------------- |
| 역대 최고 기온 °C (°F)                                     | 16.1 (61.0)                                                | 19.7 (67.5)                                                | 23.6 (74.5)                                                | 28.9 (84.0)                                                | 32.4 (90.3)                                                | 33.6 (92.5)                                                | 36.2 (97.2)                                                | 36.5 (97.7)                                                | 33.4 (92.1)                                                | 29.5 (85.1)                                                | 24.6 (76.3)                                                | 17.2 (63.0)                                                | 36.5 (97.7)                                                |
| 일평균 최고 기온 °C (°F)                                   | 3.0 (37.4)                                                 | 5.8 (42.4)                                                 | 11.2 (52.2)                                                | 17.8 (64.0)                                                | 22.7 (72.9)                                                | 25.9 (78.6)                                                | 27.9 (82.2)                                                | 28.6 (83.5)                                                | 24.8 (76.6)                                                | 19.6 (67.3)                                                | 12.5 (54.5)                                                | 5.3 (41.5)                                                 | 17.1 (62.8)                                                |
| 일일 평균 기온 °C (°F)                                     | −3.0 (26.6)                                                | −0.8 (30.6)                                                | 4.3 (39.7)                                                 | 10.5 (50.9)                                                | 16.0 (60.8)                                                | 20.1 (68.2)                                                | 23.3 (73.9)                                                | 23.4 (74.1)                                                | 18.3 (64.9)                                                | 11.6 (52.9)                                                | 5.4 (41.7)                                                 | −0.8 (30.6)                                                | 10.7 (51.3)                                                |
| 일평균 최저 기온 °C (°F)                                   | −8.6 (16.5)                                                | −6.6 (20.1)                                                | −2.0 (28.4)                                                | 3.2 (37.8)                                                 | 9.2 (48.6)                                                 | 15.0 (59.0)                                                | 19.5 (67.1)                                                | 19.4 (66.9)                                                | 13.2 (55.8)                                                | 5.3 (41.5)                                                 | −0.6 (30.9)                                                | −6.2 (20.8)                                                | 5.1 (41.2)                                                 |
| 역대 최저 기온 °C (°F)                                     | −25.7 (−14.3)                                              | −25.8 (−14.4)                                              | −13.3 (8.1)                                                | −6.6 (20.1)                                                | −0.7 (30.7)                                                | 4.5 (40.1)                                                 | 9.1 (48.4)                                                 | 10.6 (51.1)                                                | 2.1 (35.8)                                                 | −5.4 (22.3)                                                | −12.0 (10.4)                                               | −23.2 (−9.8)                                               | −25.8 (−14.4)                                              |
| 평균 강수량 mm (인치)                                      | 31.9 (1.26)                                                | 45.5 (1.79)                                                | 64.5 (2.54)                                                | 96.6 (3.80)                                                | 100.5 (3.96)                                               | 164.9 (6.49)                                               | 339.7 (13.37)                                              | 336.5 (13.25)                                              | 153.8 (6.06)                                               | 63.6 (2.50)                                                | 52.1 (2.05)                                                | 36.4 (1.43)                                                | 1,486 (58.50)                                              |
| 평균 강수일수 (≥ 0.1 mm)                                   | 8.6                                                        | 7.4                                                        | 9.1                                                        | 9.1                                                        | 9.0                                                        | 10.9                                                       | 16.4                                                       | 15.2                                                       | 9.3                                                        | 6.7                                                        | 8.1                                                        | 9.3                                                        | 119.1                                                      |
| 평균 상대 습도 (%)                                         | 72.2                                                       | 69.2                                                       | 66.7                                                       | 64.3                                                       | 67.7                                                       | 75.3                                                       | 81.3                                                       | 81.4                                                       | 80.4                                                       | 77.0                                                       | 75.2                                                       | 74.0                                                       | 73.7                                                       |
| 평균 월간 일조시간                                         | 155.4                                                      | 169.6                                                      | 201.2                                                      | 213.5                                                      | 229.1                                                      | 177.5                                                      | 139.5                                                      | 153.2                                                      | 157.0                                                      | 179.5                                                      | 152.2                                                      | 143.8                                                      | 2,071.5                                                    |
| 출처: 기상청 (평년값: 1991년~2020년, 극값: 1988년~현재)    |                                                            |                                                            |                                                            |                                                            |                                                            |                                                            |                                                            |                                                            |                                                            |                                                            |                                                            |                                                            |                                                            |

## 행정 구역
장수군의 행정 구역은 1읍, 6면, 73법정리, 199행정리, 457반으로 구성되어 있다. 장수군의 총면적은 2009년 4월 14일 기준으로 533.63km2이며, 인구는 2013년 2월을 기준으로 10,471세대, 23,154명의 인구가 거주하고 있다.
| 읍면   | 한자   | 세대   | 인구   | 면적   |
| ------ | ------ | ------ | ------ | ------ |
| 장수읍 | 長水邑 | 3,087  | 7,274  | 101.82 |
| 산서면 | 山西面 | 1,161  | 2,526  | 47.74  |
| 번암면 | 蟠岩面 | 1,242  | 2,554  | 126.06 |
| 장계면 | 長溪面 | 2,024  | 4,599  | 67.74  |
| 천천면 | 天川面 | 1,103  | 2,256  | 83.91  |
| 계남면 | 溪南面 | 1,057  | 2,290  | 50.28  |
| 계북면 | 溪北面 | 797    | 1,655  | 55.88  |
| 장수군 | 長水郡 | 10,471 | 23,154 | 533.63 |

## 교육 기관
- 고등학교

|  | - 백화고등학교 - 산서고등학교 | - 전북유니텍고등학교 - 장수고등학교 | - 한국마사고등학교 |

- 중학교

|  | - 계남중학교 - 계북중학교 | - 번암중학교 - 산서중학교 | - 장계중학교 - 장수중학교 | - 천천중학교 |

- 초등학교

|  | - 계남초등학교 - 계북초등학교 - 번암초등학교 | - 산서초등학교 - 수남초등학교 - 원촌초등학교 | - 장계초등학교 - 장수초등학교 - 천천초등학교 |

## 상업
농촌 최초의 영화관인 한누리전당 시네마. 2관, 수용인원 60명으로 소규모 영화관이 운영되고 있다.

## 교통
- 버스 : 무진장여객에서 농어촌버스를 운행한다.
- 철도 : 일제 강점기 때 대삼선이 장수군을 통과할 계획이었으나 종전과 함께 공사가 중단되어, 현재 군내에는 철도가 없다.
- 고속도로
  - 새만금포항고속도로
    - 장수 나들목, 장수 분기점

  - 통영대전고속도로
    - 장수 분기점

  - 광주대구고속도로
    - 과거 평면 교차로인 남장수 나들목이 있었으나 광주대구고속도로 확장 개통 후 고속도로 나들목 기능이 폐지되었고 남장수 나들목의 기능은 동남원 나들목으로 이전했으며 2016년 9월 2일부터 지방도 제743호선의 구간으로 편입되었다. 따라서 광주대구고속도로의 나들목은 장수군 내에 존재하지 않으며, 광주대구고속도로의 본선이 지나갈 뿐이다.
- 국도
  - 국도 제13호선
  - 국도 제19호선
  - 국도 제26호선
- 지방도
  - 지방도 제635호선
  - 지방도 제721호선
  - 지방도 제726호선
  - 지방도 제742호선
  - 지방도 제743호선
  - 지방도 제751호선

## 관광
- 뜬봉샘생태공원
- 장안산군립공원

## 자매 도시
- 대한민국 경기도 안양시
- 대한민국 경상남도 합천군
- 대한민국 경상남도 창원시 진해구
- 일본 가고시마현 가고시마시

## 같이 보기
- 무진장 (지역)